# Esther Jones
Esther Jones (Estados Unidos, 7 de abril de 1969) es una atleta estadounidense retirada, especializada en la prueba de 4 x 100 m en la que llegó a ser campeona olímpica en 1992.

## Carrera deportiva
En los JJ. OO. de Barcelona 1992 ganó la medalla de oro en los relevos 4 x 100 metros, con un tiempo de 42.11 segundos, llegando por delante del Equipo Unificado y Nigeria, siendo sus compañeras de equipo: Evelyn Ashford, Carlette Guidry, Gwen Torrence y Michelle Finn.